# ایسا، کوگاشیما
ایسا (به ژاپنی: 伊佐) یکی از شهرهای استان کاگوشیما است.